# Andé Dona Ndoh
Andé Dona N'doh (Meanja, Camerún, 22 de mayo de 1986) es un futbolista camerunés. Juega de delantero y su equipo actual es el AS Nancy de la Ligue 2 de Francia.

## Selección nacional
Ha sido internacional con la selección de fútbol sub-23 de Camerún.[cita requerida]

## Clubes
| Club             | País    | Año         | Partidos | Goles |
| ---------------- | ------- | ----------- | -------- | ----- |
| Le Havre AC      | Francia | 2005-2008   | 1        | 0     |
| US Luzenac       | Francia | 2008-2009   | ¿?       | ¿?    |
| Le Havre AC      | Francia | 2009-2010   | 1        | 0     |
| FC Rouen         | Francia | 2010-2012   | 59       | 21    |
| US Luzenac       | Francia | 2012-2014   | 55       | 27    |
| Chamois Niortais | Francia | 2014-2019   | 189      | 65    |
| AS Nancy         | Francia | 2019-Actual | 27       | 3     |

## Palmarés

### Campeonatos nacionales
| Título                        | Club        | País    | Año  |
| ----------------------------- | ----------- | ------- | ---- |
| Ligue 2                       | Le Havre AC | Francia | 2008 |
| Championnat de France amateur | US Luzenac  | Francia | 2009 |